# Neosebastidae
Neosebastidae är en familj av fiskar. Neosebastidae ingår i ordningen kindpansrade fiskar, klassen strålfeniga fiskar, fylumet ryggsträngsdjur och riket djur. Enligt Catalogue of Life omfattar familjen Neosebastidae 18 arter.
Kladogram enligt Catalogue of Life:
| Neosebastidae | \| \| Maxillicosta \| \| \| \| \| \| Neosebastes \| \| \| \| |
|               | \| \| Maxillicosta \| \| \| \| \| \| Neosebastes \| \| \| \| |
|               | Maxillicosta                                                 |
|               |                                                              |
|               | Neosebastes                                                  |
|               |                                                              |